# Història de les relíquies catòliques
La història de les relíquies catòliques comença amb la mort de Jesús de Natzaret però té etapes ben definides marcades per fets de la jerarquia eclesiàstica però també de la devoció popular entre els cristians.

## Orígens

### Relíquies de Jesús
La informació sobre la devoció a les relíquies des de la mort de Jesús de Natzaret fins a l'edat mitjana és escassa. Són més de deu segles amb poques dades. D'aquest període, la història que es coneix més bé és la de santa Helena de Constantinoble. Segons explica Eusebi de Cesarea, Helena va fer un pelegrinatge a Palestina i a altres províncies orientals on, entre d'altres, va trobar les relíquies de la Veracreu de Jesús de Natzaret, que portà l'Escala Santa de Jerusalem a Roma, va dipositar la túnica de Crist a Trèveris i va deixar la corda que lligà a Jesús a Xipre. Consta el culte a la Veracreu a la Basílica del Sant Sepulcre de Jerusalem durant el segon quart del segle iv. Ciril de Jerusalem apunta en una carta de 351 que la creu s'havia trobat durant el regnat de Constantí I.
Hi ha tres versions de la història. En una el descobriment s'atribueix només a Helena, en la segona s'atribueix a una llegendària emperadriu del segle i, Protonike, i la tercera narra que Helena va comptar amb l'ajut del jueu Judà, que es va convertir i va ser batejat com a Ciríac (Kyriakos). Aquesta va ser la versió més difosa, possiblement pels trets antisemítics.
La basílica de la Santa Creu de Jerusalem, a Roma, es va construir sobre el Palatium Sessorianum, residència de l'emperadriu, per hostatjar-hi les relíquies que havia portat des de Jerusalem. L'autenticitat de moltes d'elles està qüestionada, però la tradició fa que hagin estat venerades durant segles com a veritables. A més d'una part de la Veracreu (la major part es va portar després a la basílica de Sant Pere del Vaticà en 1629), hi ha: part del Titulus Crucis (el rètol que es va penjar a la creu amb la inscripció INRI), dues espines de la corona, la Santa Esponja, part d'un clau i part de la creu on va ser crucificat el Bon Lladre. A més, fragments del pilar on va ser lligat Crist quan va ser fuetejat, fragments del Sant Sepulcre, un dit de Sant Tomàs apòstol i fustes del pessebre de Betlem.

### Relíquies dels sants
Pel que fa als sants, els primers que van rebre culte durant el Cristianisme van ser els màrtirs que van morir durant les grans persecucions imperals romanes. Al segle V els bisbes van transportar les relíquies a llocs especials, en moltes ocasions a esglésies fetes amb la finalitat de guardar-les. A partir del segle xii els pontífex van passar a tenir el dret exclusiu de canonitzar els "servents de Déu". Es van sacralitzar les relíquies dels sants, que van arribar a ser patrons per a àmplies capes de població, així com protectors per als mals del món. Les relíquies ajudaven als cristians a notar la seva presència. D'aquesta manera el sant es va convertir, més que en un model, en un intercessor. Aquest fet facilitava la cristianització al voltant dels indrets on es guardaven les relíquies. Mentre els juglars cantaven les vides dels sants, els clergues dels santuaris amb les relíquies publicaven recopilacions d'històries de miracles aconseguits per les relíquies que guardaven. Al segle xiii el domini Jacob de Voràgine en va recopilar moltes al seu llibre "La llegenda daurada". A partir del segle X a la festa dels sants es va incloure la lectura d'històries de les seves vides i els sermons n'explicaven els prodigis.

## Edat mitjana
El culte medieval a les relíquies no només es va interessar pels cossos fragmentats, sinó també pels objectes que havien estat en contacte amb la divinitat com el sant calze, el sant vel o fragments de la vera creu. Fins al punt d'arribar a una llarguíssima llista de relíquies de procedència dubtosa, com la palla del pessebre del naixement, el prepuci o el llit del nen Jesús. La pietat a les relíquies, de vegades propera a la superstició pels seus poders suposadament curatius, va ser objecte d'atacs dels reformats, però també una preocupació de la Contrarreforma i del Concili de Trento, que va intentar regular-ne el culte. Al final al Concili se'n va reforçar el culte, es van fomentar els viatges d'expedicionaris a Terra Santa i va fer que els reis es mostressin interessats a tenir-ne moltes. Per exemple, Felip II arribà a tenir 507 relicaris amb 7.422 relíquies.
A la recta final del Concili de Trento, cap al març del 1563, es va reafirmar clarament el culte de les relíquies, que havia estat posat en dubte pels protestants. "Els fidels han de venerar els sants cossos dels sants màrtirs i d'altres que viuen amb Crist, que foren membres vius de Crist i temple de l'Esperit Sant, per qui han de ressuscitar a la vida eterna a fi de ser glorificats [...]. Han de ser absolutament condemnats, com antiquíssimament van ser condemnats, i ara també condemna l'Església, els qui afirmen que no s'han d'honorar ni venerar les relíquies dels sants."